# Anton von Grooth
Anton von Grooth, tidigare Grooth, född 10 april 1645 i Stockholm, död 12 mars 1705 i Stockholm, var en svensk ämbetsman.

## Biografi
Anton von Grooth föddes 1645 i Stockholm. Han var son till myntmästaren Anton Antoniison Grooth och Anna Skytte. von Grooth blev 1 augusti 1666 kammarskrivare i Kammarkollegiets avräkningskontor och 1670 notarie i Kammarrevisionen. Han fick 1 oktober 1670 löneförhöjning för att han förde rättegångsprotokollen och blev 3 mars 1674 kommissarie. von Grooth blev 19 maj 1675 assessor och adlades 28 september 1686 till von Grooth, samt introducerades samma år i Sveriges Riddarhus som nummer 1084. Han blev 24 juli 1689 kammarråd och avled 1705 i Stockholm.

### Familj
von Grooth gifte sig 6 maj 1682 i Stockholm med Sara Pohl (död 1709), dotter till guldsmeden Mikael Pohl i Stockholm. De fick tillsammans barnen livdrabanten Anton von Grooth (1683–1709) i Livdragonregementet, presidenten Carl von Grooth (1684–1758) i Kommerskollegium och landshövdingen Gustaf von Grooth (1685–1764) i Österbottens län.